# 赫羅莫霍爾布
49°9′39″N 23°40′40″E / 49.16083°N 23.67778°E
赫羅莫霍爾布（烏克蘭語：Хромогорб），是烏克蘭的村庄，位於該國西部利沃夫州，由斯特雷區赫拉博韋茨-杜利貝市鎮負責管轄，面積0.7平方公里，海拔高度378米，2001年人口85，人口密度每平方公里121.43人。